# Abdelkebir Ouaddar
Abdelkebir Ouaddar (in arabo عبد الكبير ودار‎?; Aït Ourir, 15 luglio 1962) è un cavaliere marocchino.
Ha partecipato ai Giochi di Rio de Janeiro 2016 gareggiando nel salto ad ostacoli individuale, e di Tokyo 2020, gareggiando nel salto ad ostacoli sia individuale che a squadre.
Nel 2016, ha rappresentato il suo Paese come portabandiera alla cerimonia di apertura delle Olimpiadi.